# Bendel Insurance
Bendel Insurance F.C. este un club de fotbal din orașul Benin City, Nigeria.